# Quintino (general)
Quintino fue un general romano activo en el siglo IV, durante el reinado del emperador Teodosio I (378-395). Como Magister militum al servicio del usurpador Magno Máximo (383-388), lideró en el año 388 una expedición contra los francos de Marcomir en la región del Rin. Ante la amenaza, solicitó refuerzos al general Nanieno,quien se negó a brindar apoyo. Finalmente, Quintino cayó en una emboscada y fue derrotado.